# Bastuträsk, Norsjö kommun
Bastuträsk är en tätort i Norsjö kommun, belägen cirka 50 kilometer väster om Skellefteå. I Bastuträsk ansluter järnvägen Bastuträsk–Skellefteå-Skelleftehamn till stambanan genom övre Norrland.

## Historia
Bastuträsk är ett stationssamhälle som anlades 1894 när Bastuträsk station invigdes. Innan dess fanns ingen större bebyggelse på platsen. Namnet togs från Bastuträsk by, som ligger 5 km nordväst om stationen.
Bastuträsk är beläget i Norsjö socken och ingick efter kommunreformen 1862 i Norsjö landskommun, där för orten Bastuträsks municipalsamhälle var inrättat mellan 30 oktober 1936 och 31 december 1952.

### Befolkningsutveckling
| Befolkningsutvecklingen i Bastuträsk 1950–2020          | Befolkningsutvecklingen i Bastuträsk 1950–2020 | Befolkningsutvecklingen i Bastuträsk 1950–2020 | Befolkningsutvecklingen i Bastuträsk 1950–2020 | Befolkningsutvecklingen i Bastuträsk 1950–2020 |
| ------------------------------------------------------- | ---------------------------------------------- | ---------------------------------------------- | ---------------------------------------------- | ---------------------------------------------- |
|                                                         |                                                |                                                |                                                |                                                |
| År                                                      |                                                |                                                | Folkmängd                                      | Areal (ha)                                     |
| 1950                                                    | 1950                                           |                                                | 723                                            | ##                                             |
| 1960                                                    | 1960                                           |                                                | 819                                            | 100                                            |
| 1965                                                    | 1965                                           |                                                | 774                                            | 100                                            |
| 1970                                                    | 1970                                           |                                                | 741                                            | 100                                            |
| 1975                                                    | 1975                                           |                                                | 676                                            | 100                                            |
| 1980                                                    | 1980                                           |                                                | 612                                            | 110                                            |
| 1990                                                    | 1990                                           |                                                | 527                                            | 108                                            |
| 1995                                                    | 1995                                           |                                                | 460                                            | 108                                            |
| 2000                                                    | 2000                                           |                                                | 403                                            | 110                                            |
| 2005                                                    | 2005                                           |                                                | 357                                            | 110                                            |
| 2010                                                    | 2010                                           |                                                | 392                                            | 109                                            |
| 2015                                                    | 2015                                           |                                                | 405                                            | 90                                             |
| 2020                                                    | 2020                                           |                                                | 322                                            | 90                                             |
| Anm.: ## Som tätort/befolkningsagglomeration 1920–1950. |                                                |                                                |                                                |                                                |

## Samhället
I Bastuträsk finns affär, skola för årskurs 1-5, värdshus, Folkets hus, äldreboende, bygghandel , cafe och järnvägsstation. Stationsbyggnaden drivs idag i privat regi under namnet Mötesplatsen, spårområdet helrenoverades 2009. Järnvägen Bastuträsk–Skellefteå har ingen persontrafik, så bussar används på den sträckan. Idrottsföreningen Bastuträsk SK bildades 1932. Laget spelar på Lövåsen som invigdes 1949.

## Näringsliv
Bastuträsk har ett rikt småföretagande, bland de företag som är verksamma i Bastuträsk finns bland andra företagshotellet Fabriken, Bastuträsk Charkuteri AB med varumärket Topp Chark, Terminalen i Bastuträsk, Bafutec och Lundquists såg & hyvleri AB.

## Kommunikationer
Bastuträsk ligger på 243 meters höjd över havet vid järnvägslinjen Stambanan genom övre Norrland. Järnvägsstationen öppnades den 6 augusti 1894. Sedan tillkom Skelleftebanan på 1910-talet. Längs den finns det en godsterminal invigd 2012. Den köptes av Holmen 2022 och användes först för timmer till Holmens sågverk i Bygdsiljum och Kroksjön men en utbyggnad 2023 möjliggjorde export av trävaror därifrån genom Göteborgs hamn.